# Stelian Filip
Stelian Filip (n. 18 septembrie 1924, Islaz, România – d. 2 ianuarie 2010, Tuzla, Constanța, România) a fost un poet și prozator român.

## Biografie
Stelian Filip s-a născut pe 18 septembrie 1924, în comuna Islaz din fostul județ Romanați. În 1926, familia Filip se mută în comuna constănțeană Tuzla. A fost elev al școlii primare din Tuzla și a urmat cursurile liceale la Constanța și București. A absolvit Facultatea de Litere și Filosofie a Universității București, susținând o teză de licență pe tema operei lui Caragiale.
A debutat în revista „Papagal”, în 1946, cu un set de epigrame și poezii. Volumul său de debut s-a intitulat „Azi pitic, mâine voinic” și a fost publicat în anul 1963. Opera sa cuprinde în total un număr de 19 volume.
A fost un colaborator al tuturor revistelor umoristice ale vremii. A scris pentru acestea articole cu caracter satiric, epigrame, parodii, cât și versuri în prozodie fixă. A fost profesor, metodist cultural, redactor și apoi redactor-șef la Societatea Română de Radiodifuziune, în grupa de divertisment. Timp de 15 ani, scriitorul care a copilărit pe meleaguri dobrogene a reprezentat România în Organizația Internațională de Radio și Televiziune⁠(d).
Poetul și dramaturgul Aurel Baranga îl consideră pe Stelian Filip „un poet autentic, de o nobilă conștiință”. Prozatorul Fănuș Neagu îl cataloghează drept autorul care „scrie, poate, cea mai bună poezie satirică din România”.
A fost tatăl cântăreței Viorela Filip, iar mama sa, Floarea Filip, era strănepoată a poetului Octavian Goga.